# Bo Hellman (museiman)
Bo Gustaf Carl-Elis Hellman, född 8 februari 1912 i Härnösand, död 6 augusti 1991, var en svensk arkeolog och museiman.
Hellman, som var son till Theodor Hellman och Wendela Hellman, avlade studentexamen i Umeå 1932. Han studerade därefter vid Uppsala universitet, där han blev filosofie kandidat 1936 och filosofie licentiat 1945. Han tjänstgjorde vid Nordiska museet, Riksantikvarieämbetet och Statens historiska museum 1936–1945 samt var landsantikvarie i Västernorrlands län och intendent för Västernorrlands museum på Murberget i Härnösand 1946–1978. Han skrev tidskriftsartiklar i arkeologiska och kulturhistoriska ämnen samt var redaktör för Arkiv för norrländsk hembygdsforskning, som hade grundats av fadern. Hellman är gravsatt i minneslunden på Härnösands nya kyrkogård.